# PGC 2185547
LEDA/PGC 2185547 ist eine Galaxie im Sternbild Perseus am Nordsternhimmel. Sie ist schätzungsweise 515 Millionen Lichtjahre von der Milchstraße entfernt und hat einen Durchmesser von etwa 95.000 Lichtjahren. Vom Sonnensystem aus entfernt sich das Objekt mit einer errechneten Radialgeschwindigkeit von näherungsweise 11.400 Kilometern pro Sekunde.

## Galaktisches Umfeld
| Nr. | Galaxie                 | Alternativname            | Rek           | Dek           | Distanz/asec |
| --- | ----------------------- | ------------------------- | ------------- | ------------- | ------------ |
| →   | LEDA/PGC 2185547        | 2MASX J02435462+4142336   | 02h43m54.60s  | +41d42m33.7s  | 0            |
| 1   | LEDA/PGC 3087893        | 2MASX J02440658+4138477   | 02h44m06.591s | +41d38m48.39s | 262.63       |
| 2   | LEDA/PGC 213072         | UGC 2195                  | 02h43m27.785s | +41d52m40.76s | 676.06       |
| 3   | 2MASX J02433496+4153418 | WISEA J024334.95+415342.2 | 02h43m34.97s  | +41d53m42.1s  | 703.31       |
| 4   | LEDA/PGC 2189350        | 2MASX J02435108+4155516   | 02h43m51.09s  | +41d55m51.9s  | 799.07       |
| 5   | LEDA/PGC 213068         | UGC 2187                  | 02h43m12.199s | +41d30m52.17s | 847.90       |
| 6   | LEDA/PGC 10316          | UGC 2195                  | 02h43m31.13s  | +41d56m16.2s  | 862.79       |
| 7   | LEDA/PGC 2185940        | WISEA J024512.76+414404.3 | 02h45m12.81s  | +41d44m04.6s  | 880.22       |
| 8   | NGC 1040/NGC 1053       | LEDA/PGC 10298            | 02h43m12.44s  | +41d30m02.2s  | 888.20       |
| 9   | LEDA/PGC 10345          | CGCG 539-087              | 02h43m54.48s  | +41d26m40.5s  | 953.35       |